# بروذر ألويس
بروذر ألويس (بالألمانية: Frère Alois)‏ هو ملحن ألماني، ولد في 11 يونيو 1954 في نوردلينغن في ألمانيا.